# Randal Flowers
Mark Randal Flowers Jr. (* 9. August 1988) ist ein professioneller US-amerikanischer Pokerspieler. Er ist zweifacher Titelträger der World Poker Tour.

## Persönliches
Randal Flowers wuchs in Greenville im US-Bundesstaat North Carolina auf. Kurz vor seinem Abschluss im Jahr 2006 brach er die High School ab, um sich ganz auf seine Pokerkarriere konzentrieren zu können.

## Pokerkarriere
Flowers kam während seines zweiten Jahres auf der High School erstmals mit Poker in Berührung und begann im Juli 2006 mit dem Spielen von Onlinepoker. Er nutzte die Nicknames RandALLin (PokerStars), ScoopAndStack (Full Tilt Poker), megustachips (888poker) sowie HulluHumalassa (TitanPoker) und erspielte sich mit Turnierpoker Preisgelder von mehr als 5 Millionen US-Dollar, wobei er seit Mai 2015 keine Geldplatzierungen mehr erzielte. Den Großteil von über 4 Millionen US-Dollar gewann der Amerikaner auf der Plattform PokerStars, bei der er 2013 ein Event der Spring Championship of Online Poker für sich entschied.
Seine ersten Live-Preisgelder gewann Flowers ab Mai 2007 bei Turnieren in den US-Bundesstaaten New York und Minnesota, da er dort auch schon mit unter 21 Jahren legal spielen durfte. Anfang April 2008 belegte er beim Main Event der European Poker Tour in Sanremo den zehnten Platz und erhielt knapp 50.000 Euro. Einen Monat später gewann er bei den East Coast Poker Championships in Verona seine ersten Live-Turniere. Ende Juni 2009 setzte sich der Amerikaner beim Main Event der World Poker Tour (WPT) in Barcelona durch und sicherte sich eine Siegprämie von 277.000 Euro. Im Hotel Bellagio am Las Vegas Strip gewann er Mitte April 2010 ein Event des Five Star World Poker Classic mit einem Hauptpreis von mehr als 165.000 US-Dollar. Im Juni 2010 durfte Flowers erstmals an der World Series of Poker (WSOP) im Rio All-Suite Hotel and Casino am Las Vegas Strip teilnehmen und kam bei zwei Turnieren der Variante No Limit Hold’em in die Geldränge. Mitte Oktober 2010 gewann er das WPT-Main-Event im Hotel Bellagio und erhielt eine Siegprämie von 831.500 US-Dollar. Damit wurde Flowers im Alter von 22 Jahren zum bis heute jüngsten zweifachen WPT-Titelträger. Bei der WSOP 2013 erreichte er seinen ersten WSOP-Finaltisch, den er auf dem mit rund 100.000 US-Dollar dotierten siebten Platz beendete. Seine bis dato letzten Live-Geldplatzierungen erzielte Flowers im Juni 2016 bei der WSOP 2016.
Insgesamt hat sich Flowers mit Poker bei Live-Turnieren mehr als 2 Millionen US-Dollar erspielt.